# Joseph Burney Trapp
Joseph Burney Trapp (Wellington, 16 luglio 1925 – Roma, 14 luglio 2005) è stato uno studioso, bibliotecario e  storico della letteratura neozelandese, naturalizzato britannico, specialista del Rinascimento italiano e inglese.

## Biografia
Trapp nacque in Nuova Zelanda, e fu educato al Victoria University College di Wellington. Lavorò alla Alexander Turnbull Library presso la  National Library of New Zealand dal 1946 al 1950, e insegnò al Victoria University College dal 1950 al 1951.
Dal 1951 iniziò a tenere lezioni sulla letteratura medievale alla Reading University, prima di divenire assistente bibliotecario al Warburg Institute nel 1953. Nel 1966 divenne bibliotecario dell'istituto e quindi direttore nel 1976, anno in cui succedette a Ernst Gombrich sia al Warburg sia nella cattedra di Storia della tradizione classica all'Università di Londra - una posizione che conservò fino al pensionamento, avvenuto nel 1990.
I suoi lavori su John Colet e altri umanisti inglesi, i suoi studi su Petrarca, furono pubblicati, nel corso di molti anni, sulla rivista Journal of the Warburg and Courtauld Institutes.
Da sua moglie Elayne, sposata nel 1953, ebbe due figli.

## Opere
- The Apology Of Sir Thomas More, 1979
- Cambridge History Of The Book In Britain, 1400-1557, 1999
- Studies Of Petrarch And His Influence, 2003